# Peugeot Type 93
La Peugeot Type 93 est un modèle d'automobile produit par le constructeur français Peugeot en 1907.